# 上質紙
上質紙（じょうしつし）は、化学パルプ配合率が100%の洋紙を指す。主に印刷用に使用される紙で、非塗工印刷用紙の上級印刷紙に分類される。「WOODFREE PAPER」とも言う。

## 製法
基本的な製法はコート紙の原紙製法と同一。ただし、コート紙原紙がコート層の塗布を想定しているのに対して、上質紙は塗布することなく製品になるため、原料パルプの配合比率などが異なる。

## 特徴
表裏ともコートされておらず、表面はパルプが露出している。このためインクのにじみが多く発生するため、レジンなどのインク吸収剤を添加することが多い。表面は平滑であるが、コート層がないためにコート紙に比べると平滑性は劣る。ただし、パルプ比率が高いため、同一米坪であればコート紙よりも紙腰・断裂強度・引張強度・不透明度とも優れている。

## 原料
主に木材パルプを使用するが、昨今は再生上質紙として古紙パルプを使用するもの、あるいは森林保護の観点からバガス・藁・葦・竹などの非木材パルプを使用するものも出回っている。

## 用途
主な用途は雑誌・チラシ・事務用伝票・メモ帳・ノート・原稿用紙などの印刷用途である。厚手のものは郵便葉書や名刺などにも用いられる。また、断裁してパッケージを施したものはコピー用紙として使用される。ただしコピー用紙の場合、複数枚を同時にコピー機に送り込んでしまう重送を避けるため、あるいはコピー機の内部で詰まるジャミングを避けるために、静電気の発生を抑えることが必要である。また、昨今は家庭用インクジェットプリンターの普及に伴い、インクジェット適性を付加したコピー用紙もある（詳細はコピー用紙を参照のこと）。

## 主な供給メーカー
- 王子製紙
- 日本製紙
- 大王製紙
- 北越コーポレーション
- 三菱製紙
- APP
- UPM